# La Mine de Sel de Varangéville

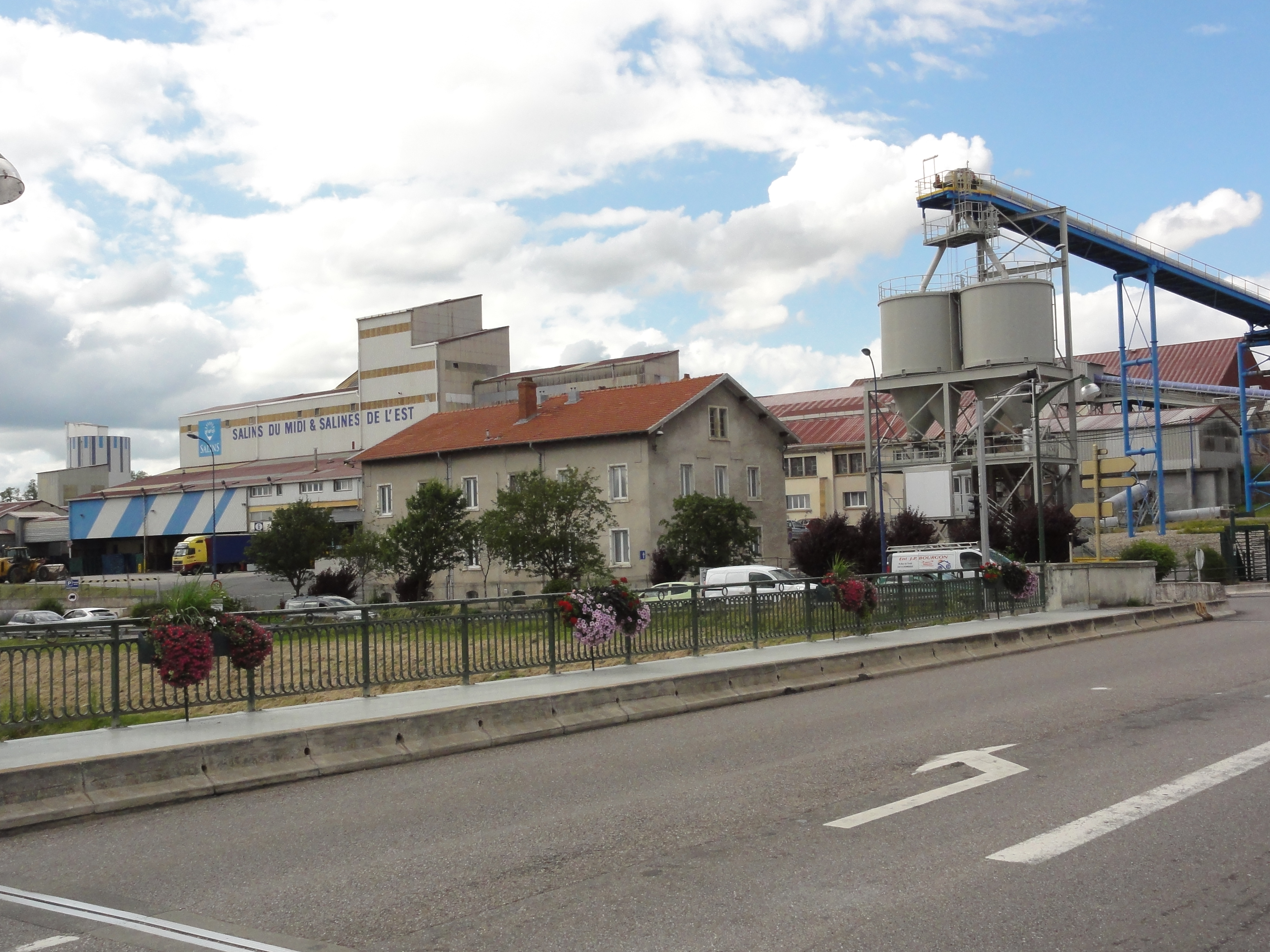
La Mine de Sel de Varangéville

La Mine de Sel de Varangéville (Das Salzbergwerk von Varangéville) ist ein Salzbergwerk im Osten Frankreichs, in der Region Grand Est, früher Lothringen, im Département Meurthe-et-Moselle. Es wurde 1855 gegründet und ist das einzige Salzbergwerk Frankreichs, welches 2022 noch in Betrieb ist.

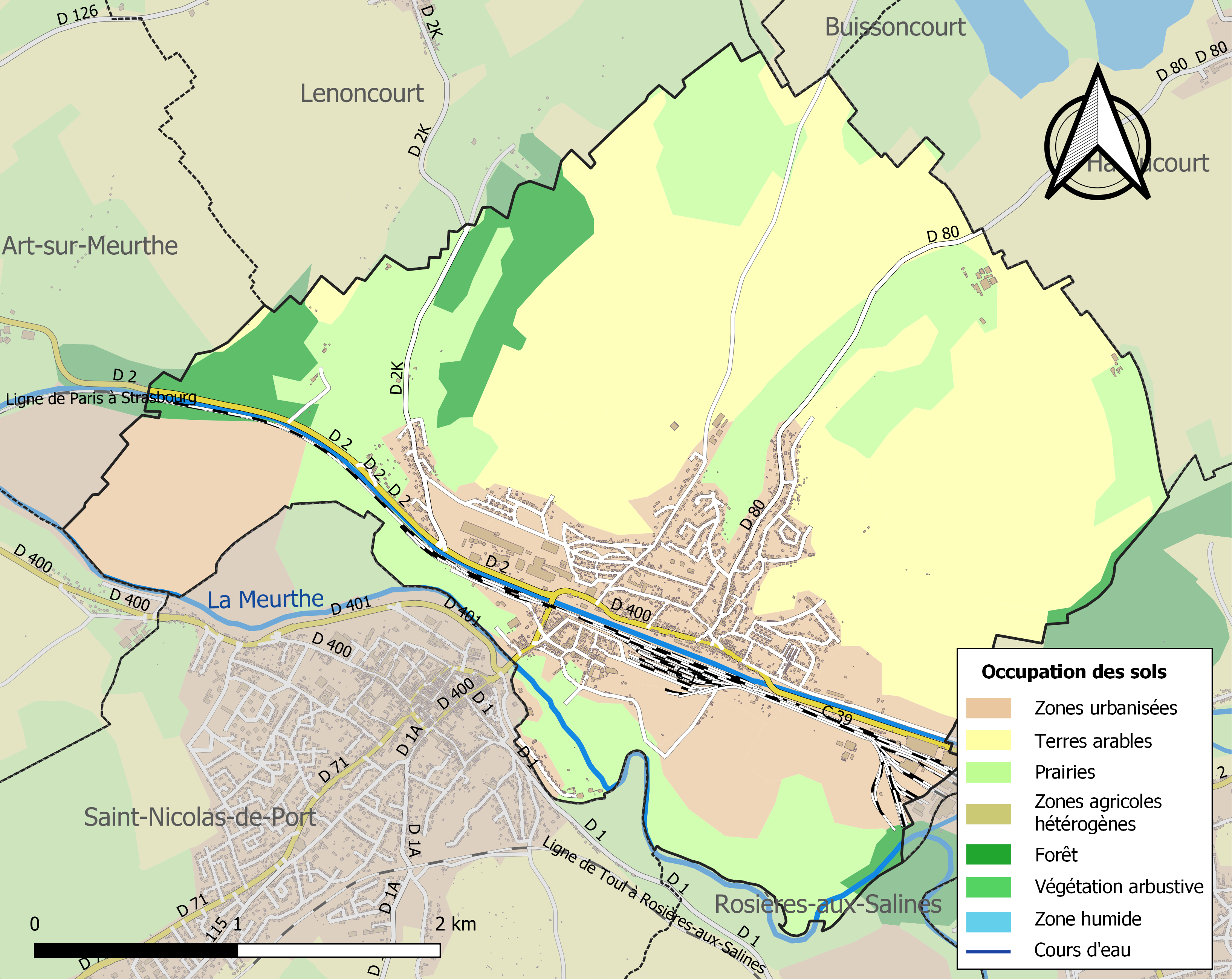
Plan der Gemeinde Varangéville. Die Mine befindet sich nördlich der Straße D2.

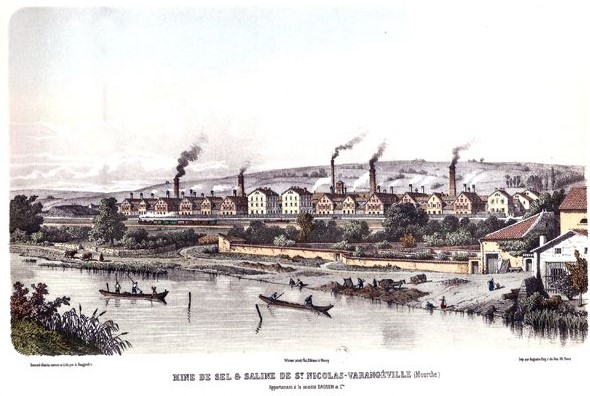
La Mine de Sel de Varangéville um 1900

## Geschichte
Das lothringische Salzbergbaurevier besteht aus 2 Teilen: dem Revier von Nancy mit Varangéville im Westen und Dieuze-Sarralbe im Osten.
1820 wurde bei einer Bohrung in Rosières-aux-Salines zum ersten Mal Steinsalz in der Region gefunden. Früher gab es schon Salinen im Osten im Tal der Seille bei Dieuze und Marsal.
Die Mine de Sel de Varangéville wurde 1855 von Ernest Daguin gegründet. 1856 wurde das erste Salz gefördert. In Varangéville gibt es eine Straße Ernest Daguin in der ehemaligen Werkssiedlung der Mine.
Der Hauptschacht der Mine von Varangéville ist 160 m tief, es wird eine Salzschicht von 20 m Dicke abgebaut. Der Salzgehalt (Natriumchlorid) beträgt 93 %. Zur Absicherung der Grube bleiben beim Abbau Salzpfeiler bestehen, ein Ausbau mit Stützwerken ist nicht notwendig.
Nach 1871 nahm die Firma einen großen Aufschwung. Der Konkurrent in Dieuze gehörte zum Reichsland Elsaß-Lothringen und belieferte das Deutsche Reich. Im Jahr 1900 nahm die Firma einen großen Industriekomplex in Varangéville ein. Von 1944 bis 1996 wechselte die Firma durch Fusionen und Verkäufe mehrmals den Eigentümer und gehörte schließlich zur Gruppe Suez. 1996 wurde sie von Morton International Salt Group aus den USA übernommen, die das Personal stark reduzierte. Im Jahr 2000 wurde sie von den Salins du midi et Salines de l’est übernommen (Salinen des Midi und Salinen des Ostens), das Personal wurde weiter reduziert.

## Aktuelle Situation
Die Grube gehört heute (2022) zur Firma Salins du midi et Salines de l’est, die unter anderem auch das berühmte Meersalz La Baleine herstellt. Das Salz wird auch in der Sodafabrik Compagnie de Saint-Gobain in Varangéville verarbeitet.
Es arbeiten noch 40 Bergmänner in der Mine, die jährlich 550.000 t Salz fördern, welches zu 95 % als Streusalz und zu 5 % in der Landwirtschaft verwandt wird.

### Finanzen
Bilanz Salins du midi et Salines de l’est, zum 30. Juni 2021:
- Gesamtumsatz: 162.260.000 €
- Gesamtkosten: 142.856.000 €
- Betriebsergebnis: 19.404.000 €
- Gewinn: 14.842.000 €

## Sehenswürdigkeiten
Die Mine kann bei geführten Rundgängen besichtigt werden. Die Besichtigung dauert ca. 3 h und kann manchmal mit einem Essen in der Mine abgeschlossen werden.